# Češča vas
Češča vas naselje je u slovenskoj Općini Novom Mestu. Nalazi se u pokrajini Dolenjskoj i statističkoj regiji Jugoistočnoj Sloveniji. 

## Stanovništvo
Prema popisu stanovništva iz 2002. godine naselje je imalo 136 stanovnika.